# Pasztell (szín)

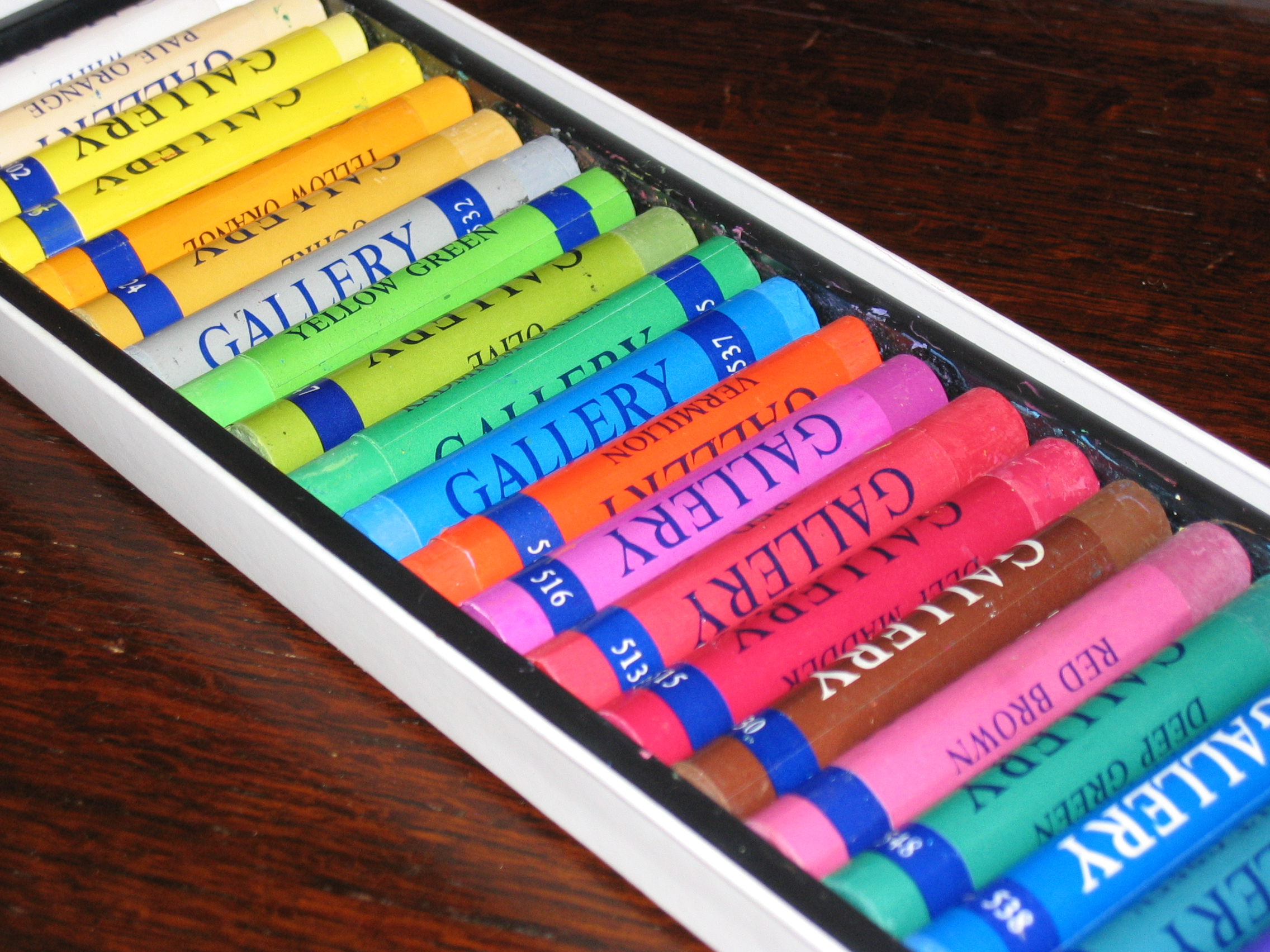
Pasztell zsírkréták

A pasztellek vagy a pasztellszínek egy halvány színcsaládba tartoznak, amelyeknek a HSV színtérben történő leírása esetén nagy a fényességük és alacsony a telítettségük. A név a pasztellből származik, erre a színcsaládra jellemző művészeti technika. Ennek a családnak a színeit általában "nyugtatónak" nevezik.
A rózsaszín, a mályva és a babakék általában pasztellszínek, valamint a varázslatos menta (a menta halvány árnyalata), az őszibarack, a meténgszín és a levendula.

## A divatban
Az 1980-as években a pasztellszínek tendenciája figyelhető meg a férfidivatban. Az NBC, a Miami Vice televíziós rendőrsorozat még tovább népszerűsítette a már növekvő tendenciát, mivel főszereplői, Sonny Crockett (Don Johnson) és Ricardo Tubbs (Philip Michael Thomas) az 1. és 2. évadban kizárólag pasztellingeket és -öltönyöket viseltek, megalapozva egy divatot, amely évekkel a sorozat befejezése után is népszerű maradt.

## Példák
| Példák pasztellekre a HEX-kódban | Példák pasztellekre a HEX-kódban | Példák pasztellekre a HEX-kódban | Példák pasztellekre a HEX-kódban | Példák pasztellekre a HEX-kódban |
| -------------------------------- | -------------------------------- | -------------------------------- | -------------------------------- | -------------------------------- |
|                                  |                                  |                                  |                                  |                                  |
|                                  | fea3aa                           | f8b88b                           | faf884                           |                                  |
|                                  | baed91                           | b2cefe                           | f2a2e8                           |                                  |
|                                  |                                  |                                  |                                  |                                  |

## Képtár

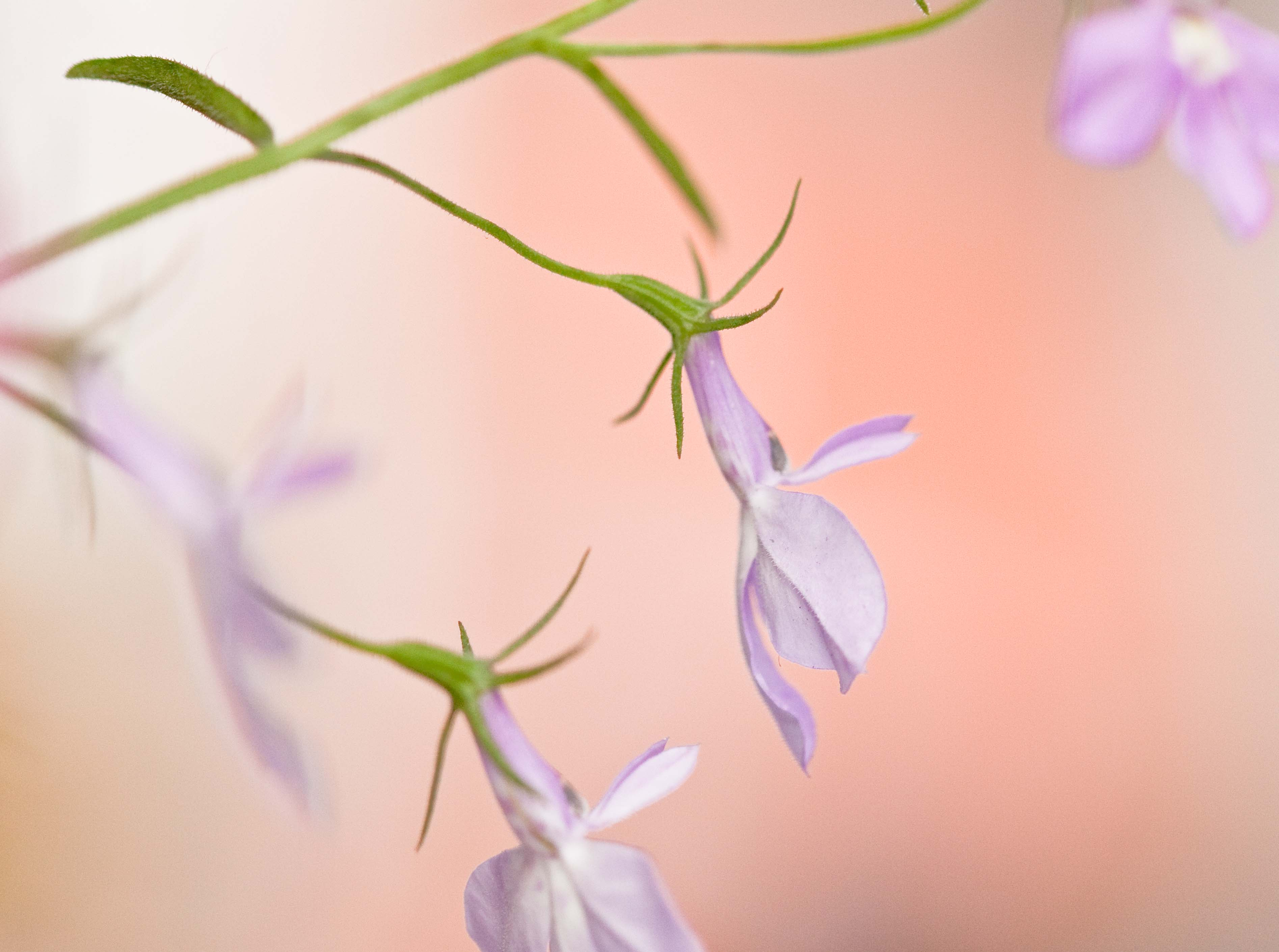
Vidám pasztell
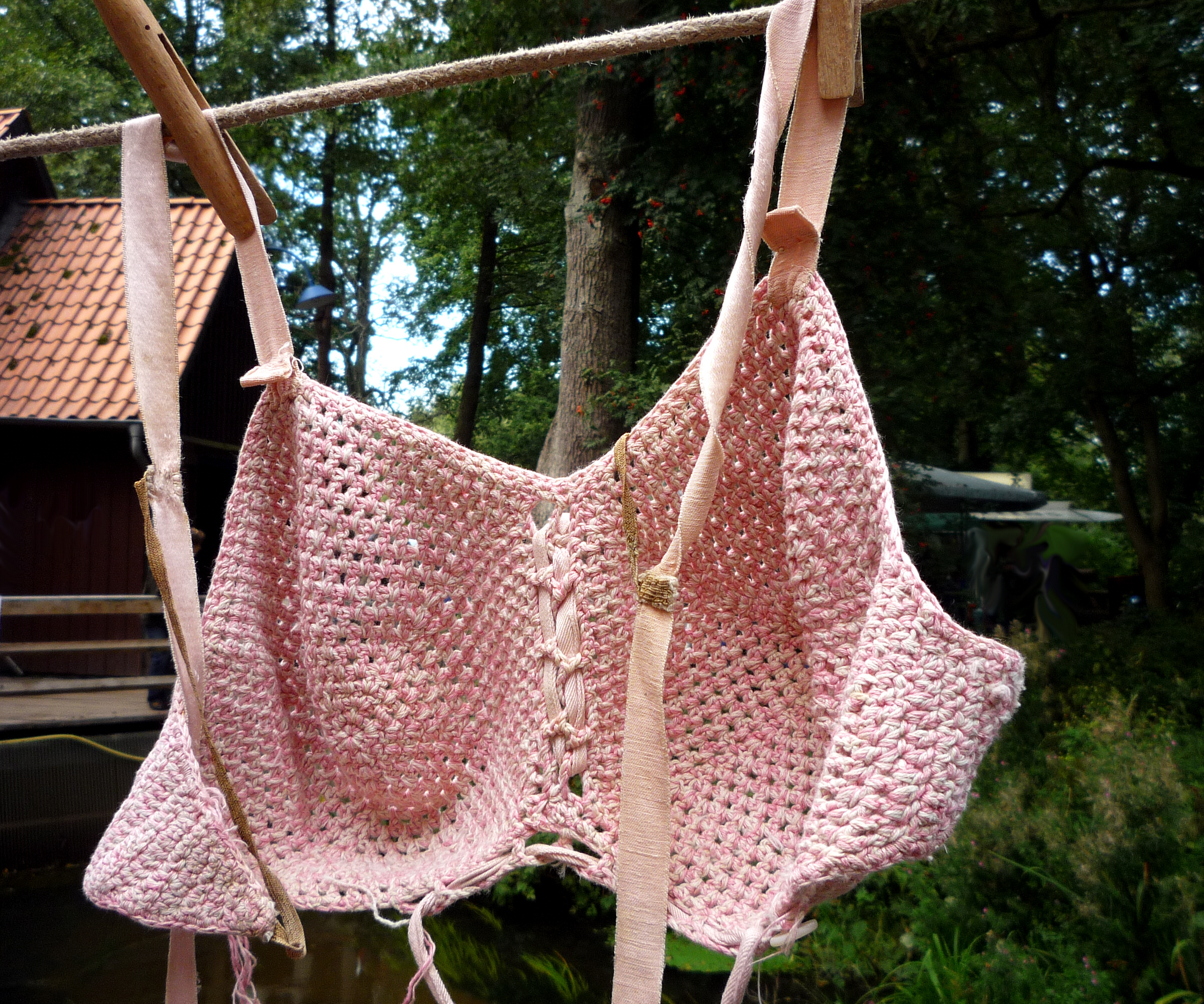
Horgolt rózsaszín melltartó az 1940-es évekből szárítókötélen
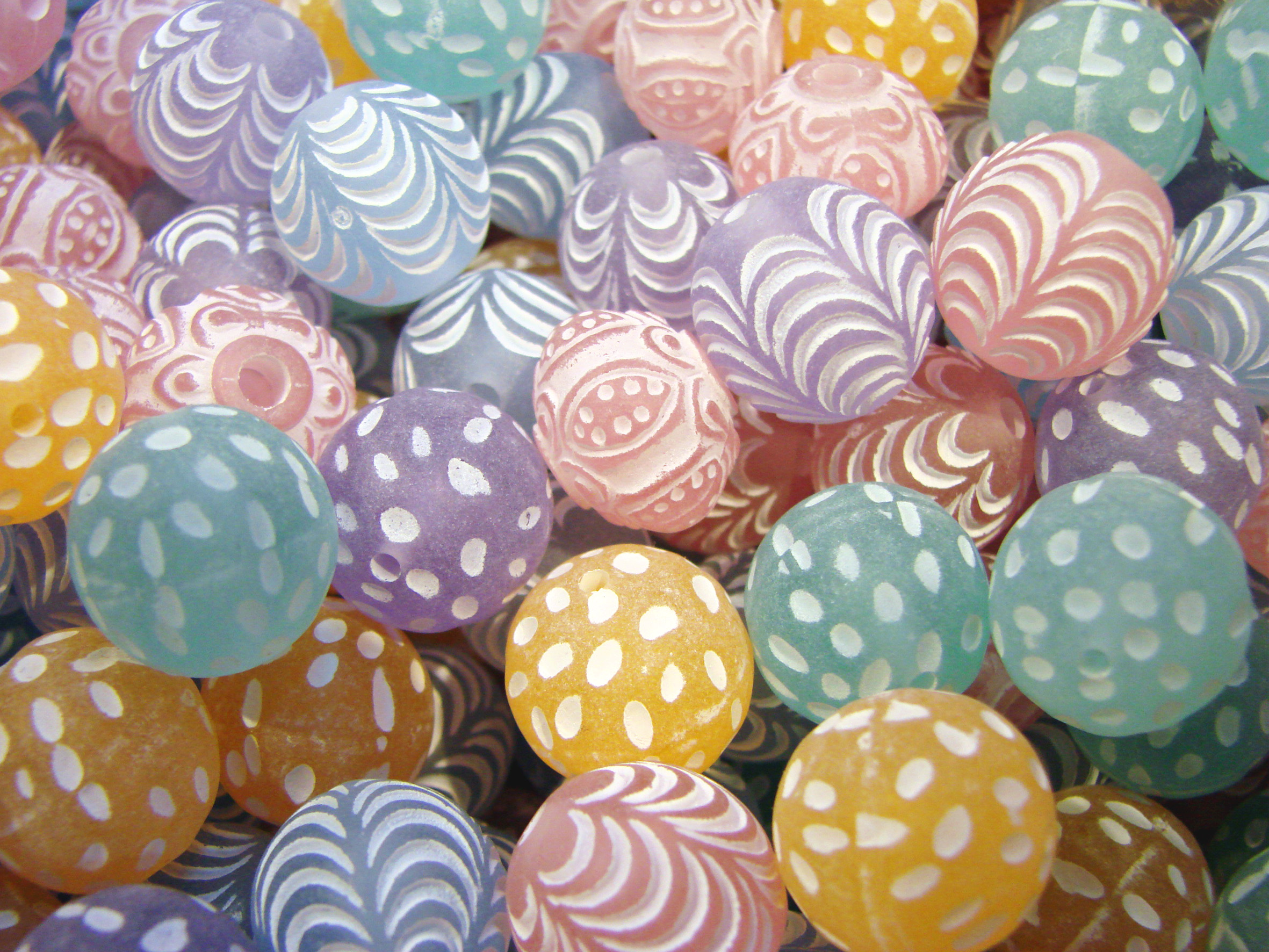
Pasztellszínű gyöngyök

## Fordítás
Ez a szócikk részben vagy egészben  a   Pastel (color) című angol Wikipédia-szócikk ezen változatának fordításán alapul.  Az eredeti cikk szerkesztőit annak laptörténete sorolja fel. Ez a jelzés csupán a megfogalmazás eredetét és a szerzői jogokat jelzi, nem szolgál a cikkben szereplő információk forrásmegjelöléseként.